# Danka Barteková

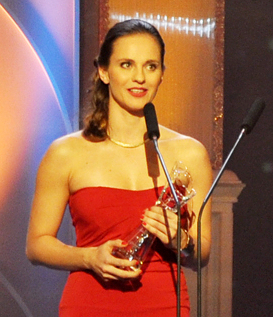
Danka Barteková

Danka Barteková (född 19 oktober 1984 i Trenčín, Tjeckoslovakien (nuvarande Slovakien)) är en slovakisk skeetskytt. Hon vann bronsmedalj i sommar-OS 2012 i London. Hon deltog också i sommar-OS 2008 i Peking, där hon slutade på åttonde plats. 2012 valdes hon till ledamot i IOC och ska vara ledamot i 8 år.